# Mater-Dolorosa-Kirche
Mater-Dolorosa-Kirche bzw. Mutter-Gottes-der-Schmerzen-Kirche, Maria-Schmerzen-Kirche, Maria von den Sieben Schmerzen, Zur schmerzhaften Mutter oder Kirche Unserer Lieben Frau von den Schmerzen heißen Marienkirchen und -kapellen, die das Patrozinium der Sieben Schmerzen Mariens (kath. 15. September) bzw. der Mater Dolorosa (der Schmerzensmutter) tragen. Dies ist seit dem Mittelalter einer der Ehrentitel Mariens, der Mutter Jesu (siehe Marienverehrung).
Sonderfälle:
- Sieben-Schmerzen-Kirche

In anderen Sprachen: (Übersetzung)
chinesisch 聖母苦 / 圣母苦, Pinyin Shengmuku •
englisch Mother/Our Lady of the Dolours/Sorrows •
spanisch Nuestra Señora las Angustias/de los Dolores •
französisch Notre-Dame-des-Angoisses/-des-Douleurs/-des-Larmes/-de-la-Miséricorde •
ungarisch Hétfájdalmú Mária •
italienisch [Santa] Maria/Maria Santissima/Madonna/Mater Dolorosa/Beata Vergine/Nostra Signora Addolorata/del Dolore •
niederländisch Onze-Lieve-Vrouw van Smarten/Weeën •

portugiesisch Nossa Senhora das Angústias/do Calvário/das Dores/das Lágrimas/da Piedade/do Pranto/da Soledade •
rumänisch Nossa Senhora das Dores •
slowakisch Bolestnej Panny Márie •
slowenisch Marije žalosti •
tschechisch Panna Maria Bolestné
♦ … Titelkirchen, Kathedralkirchen (Bischofskirchen), Basiliken, Sanktuarien u. ä. sowie zentrale Wallfahrtskirchen

## Liste nach Staaten

### Argentinien
- Catedral de La Plata

### Deutschland

#### Orte von A–G
- St. Maria Schmerzhafte Mutter in Aachen-Hahn, Nordrhein-Westfalen
- Alsterweiler-Kapelle in Alsterweiler, Rheinland-Pfalz
- Obernauer Kapelle (Schmerzhafte Muttergottes) in Aschaffenburg-Obernau, Bayern
- Mater Dolorosa in Aue, Erzgebirge, Sachsen
- Fuchshardtkapelle (Bad Honnef), Nordrhein-Westfalen
- Mater Dolorosa, Bad Rippoldsau, Baden-Württemberg
- St. Maria in Bad Fallingbostel, Niedersachsen
- Mater Dolorosa (Bad Rippoldsau), Baden-Württemberg
- Zur Schmerzhaften Muttergottes (Geitau) in Bayrischzell-Geitau, Bayern
- Schmerzhafte Mutter in Belm-Icker, Niedersachsen
- Mater Dolorosa (Bergrheinfeld), Bayern
- Mater Dolorosa, Berlin-Buch[2]
- Mater Dolorosa, Berlin-Lankwitz
- Zur schmerzhaften Muttergottes (Breitenbrunn), Bayern
- Mariä Schmerzen, Dorlar, Hessen
- Zur Schmerzhaften Muttergottes (Druisheim)
- Mater Dolorosa, Düsseldorf, Nordrhein-Westfalen
- St. Maria Mater Dolorosa, Eberhardzell
- Zur Schmerzhaften Muttergottes, Eggenbach
- Schmerzhafte Mutter, Elsterwerda
- Mariä Schmerzen (Mühlbach) in Eppingen, Baden-Württemberg
- Zur Schmerzhaften Mutter Maria, Essen-Fischlaken
- Kapelle zur Schmerzhaften Muttergottes (Brugger), Gemeinde Eurasburg (Schwaben), Bayern
- St. Maria Mater Dolorosa, Finsterwalde
- St. Marien Schmerzhafte Mutter, Flensburg, Schleswig-Holstein
- Frauenfriedenskirche, Frankfurt am Main-Bockenheim, Hessen
- Vinzentinerinnenkirche (Schmerzhafte Muttergottes), Freiburg im Breisgau, Baden-Württemberg
- Kapelle zur Schmerzhaften Mutter Maria (Nirm), Geilenkirchen, Nordrhein-Westfalen
- Schnepfenkapelle, Großenlüder, Hessen

#### Orte von H–P
- Maria Dolorosa (Hagenhausen)
- Kapelle zu unserer lieben Frau Bekümmernis in Heilbronn, Baden-Württemberg
- ♦ Wallfahrtskirche Zur schmerzhaften Mutter Gottes (Bödingen), Hennef (Sieg), Nordrhein-Westfalen
- Zur schmerzhaften Mutter, in Hoetmar, Nordrhein-Westfalen
- ♦ Wallfahrtskirche Mater Dolorosa, am Kreuzberg bei Hofkirchen, Bayern
- Mater Dolorosa (Killer), Baden-Württemberg
- Mater Dolorosa (Klimmach)
- Schmerzhafte Mutter Maria, in Köln, Nordrhein-Westfalen
- Zur Schmerzhaften Muttergottes (Kreuzrath)
- Mater Dolorosa, Kürten-Biesfeld, in Köln, Nordrhein-Westfalen[3]
- Mater Dolorosa (Langenau)[4]
- Zur Schmerzhaften Muttergottes (Lechlingszell), Bayern
- Zur Schmerzhaften Muttergottes und St. Ulrich (Maria Steinbach) in Legau, Bayern
- Spitalkirche zur Schmerzhaften Muttergottes (Lichtenfels)
- Zur Schmerzhaften Muttergottes (Linden), Dietramszell
- ♦ Mater Dolorosa, Lutzerath
- Mariä Schmerzen, Mainsondheim
- Kapelle Maria Mater Dolorosa, Mainz
- Zur Schmerzhaften Muttergottes (Matzenhofen)
- Kapelle Schmerzhafte Muttergottes in Meedensdorf, Bayern
- Zur Schmerzhaften Muttergottes (Michelbach)
- St. Maria Mater Dolorosa, Mirskofen
- Mater Dolorosa (Katzdorf) in Neunburg vorm Wald-Katzdorf, Bayern
- Mater Dolorosa, Neustift (Ortenburg), Bayern
- Zur Schmerzhaften Muttergottes (Nußlberg) in Kiefersfelden, Bayern
- Zur Schmerzhaften Muttergottes (Engehöll) in Oberwesel, Rheinland-Pfalz
- Küsterlandkapelle in Olsberg-Assinghausen, Nordrhein-Westfalen
- Mater Dolorosa (Pfellkofen), Bayern
- Mater Dolorosa (Pyrbaum), Bayern

#### Orte von Q–Z
- Mater Dolorosa (Regensburg), Bayern
- Mater Dolorosa, Rodgau-Jügesheim, Hessen
- St. Salvator zur Schmerzhaften Muttergottes (Rötz), Bayern
- Mater dolorosa (Rudolstadt), Thüringen
- Schmerzhafte Mutter Gottes (Saal), Bayern
- Schmerzhafte Muttergottes (Schwabmünchen)
- Mater Dolorosa, Schlossberg zu Sulzbürg
- Kapelle Mater Dolorosa, Jura-Klinik Scheßlitz, Bayern[5]
- Wallfahrtskirche Mariä Schmerzen in Maria Kappel bei Schmiechen, Bayern
- Zur Schmerzhaften Muttergottes (Stadtbergen), Bayern
- Zur Schmerzhaften Muttergottes (Hof Steinbach) in Tauberbischofsheim, Baden-Württemberg
- Schmerzhafte Muttergottes (Thumhausen), Bayern
- St. Maria Schmerzhafte Mutter in Titz, Nordrhein-Westfalen
- Schmerzhafte Mutter (Torgau), Sachsen
- Kapelle zur Schmerzhaften Muttergottes (Zaisertshofen) in Tussenhausen, Bayern
- St. Maria Schmerzhafte Mutter (Unterbruch), in Heinsberg, Nordrhein-Westfalen.
- Zur Schmerzhaften Muttergottes (Unterfinning), Bayern
- Wallfahrtskirche Maria Deutstetten in Veringenstadt, Baden-Württemberg
- Zur Schmerzhaften Muttergottes (Vilgertshofen), Bayern
- Zur Schmerzhaften Muttergottes (Waalhaupten) in Waal, Bayern
- Kirche zur Schmerzhaften Mutter Gottes in Wächtersbach-Aufenau, Hessen
- Mariä Schmerzen in Waldkirch, Bayern
- Wallfahrtskapelle Nüchternbrunn in Warngau, Bayern
- Mariä Schmerzen (Altenhof) in Weitramsdorf, Bayern

### Indien
- ♦ Basilika Unserer Lieben Frau der Schmerzen, Thrissur

### Irak
- Kirche zur Schmerzhaften Muttergottes (Bagdad)

### Israel
- ♦ Kirche der Schmerzen Mariä, Jerusalem – Via Dolorosa

### Italien
- ♦ Basilika Schmerzhafte Mutter Maria Weißenstein, Südtirol
- Beata Vergine Addolorata, Cividino (Lombardei)[6]
- Chiesa dell’Addolorata, Gessate (Lombardei)[7]
- Santa Maria ad Ogni Bene dei Sette Dolori, Neapel
- Santa Maria della Pietà dei Turchini, Neapel
- Chiesa dell’Addolorata, Popoli (Abruzzen)[8]
- ♦ Santuario dell’Addolorata, Rho
- Pfarrkirche zur Schmerzhaften Muttergottes (Riffian), Riffian, Südtirol
- Santa Maria Addolorata, Rom
- Santa Maria Addolorata a Piazza Buenos Aires, Rom
- Chiesa Madonna Addolorata, San Marco in Lamis (Apulien)
- Chiesa Mariano Spasmo, Tirano

### Kolumbien
- Iglesia de Nuestra Señora de los Dolores, Entrerríos (Antioquia)[9]
- Iglesia de Nuestra Señora de los Dolores, Robledo (Medellín)[10]

### Lettland
- Mater Dolorosa, Riga, Lettland

### Luxemburg
- Kirche Differdingen

### Malta
- Our Lady of Sorrows Chapel in Mqabba

### Österreich
Burgenland
- Kalvarienbergkirche (Pinkafeld)

Kärnten
- Mater-Dolorosa-Kapelle Glatschach

Niederösterreich
- Filialkirche Aderklaa
- ♦ Basilika Schmerzhafte Mutter Maria Dreieichen, bei Horn
- Klein Maria Dreieichen, bei Hollabrunn
- ♦ Wallfahrtskirche Maria Lanzendorf
- Wallfahrtskirche Maria Jeutendorf
- ♦ Wallfahrtskirche Maria Taferl
- Pfarrkirche Wopfing

Oberösterreich
- Pfarrkirche Klaus an der Pyhrnbahn (Gedächtnis der Schmerzen Mariens)
- Filialkirche Stadl-Kicking
- ♦ Wallfahrtsbasilika Linz Pöstlingberg

Salzburg
- Schmerzenskapelle Maria Plain
- Wallfahrtskapelle Maria Elend

Steiermark
- Pfarr- und Wallfahrtskirche Ehrenhausen
- Mater-Dolorosa-Kapelle, Südwand des Domes St. Ägidius Graz-Seckau
- Mater Dolorosa (Graz), Kirche an der Grazer Stadtgrenze
- Mariä Schmerzen auf dem Kalvarienberg
- Pfarrkirche Maria Osterwitz
- Pfarrkirche Kumitz
- ♦ Wallfahrtskirche Maria Rehkogel in Frauenberg
- Kitzecker Pfarrkirche
- Pfarrkirche Mürzsteg
- Wallfahrtskirche Maria Freienstein
- Pfarrkirche Pinggau, Wallfahrtskirche Maria Hasel
- ♦ Weizbergkirche in Weiz

Tirol
- Filialkirche Aschau in Brandenberg
- Pfarrkirche Imsterberg
- Kalvarienbergkirche Zirl
- Poltenkapelle Oberperfuss

Vorarlberg
- Marienkapelle (Alberschwende-Fischbach)

Wien
- Neulerchenfelder Pfarrkirche
- Kaasgrabenkirche

### Polen
- Mater-Dolorosa-Stift, Breslau
- Mater-Dolorosa-Friedhof, Bytom
- ♦ Basilika zur Schmerzhaften Muttergottes (Jarosław), Karpatenvorland
- ♦ Basilika der Schmerzensmutter (Limanowa), Kleinpolen
- Mariä Schmerzen (Kaubitz), Gemeinde Ząbkowice Śląskie, Niederschlesien
- Kościół Matki Boskiej Bolesnej w Łukowej, Woj. Małopolskie[11]
- Kirche zur Schmerzhaften Muttergottes (Opole)
- Wegkapelle (Polski Świętów)
- Zur Schmerzhaften Muttergottes (Świątniki)

### Philippinen
- Mater Dolorosa, Cainta

### Slowakei
- Bazilika Sedembolestnej Panny Márie, Šaštín

### Spanien
- Nuestra Señora de los Dolores (Mancha Blanca), auch Virgen de los Volcanes, Gemeinde Tinajo, Lanzarote, Kanaren

### Tschechien
- Kostel Panny Marie u Alžbětinek v Praha-Na Slupi (Kirche der Schmerzensreichen Mutter Gottes)
- Zur Schmerzhaften Muttergottes (Bělá nad Radbuzou)

### Türkei
- Mater-Dolorosa-Kirche (tür. Mater Dolorosa Katolik Kilisesi), Samsun

### Vereinigte Staaten
- ♦ Basilika Unserer Lieben Frau der Schmerzen (Chicago)
- Mater Dolorosa, Chicora, Pittsburgh PY
- Mater Dolorosa, Holyoke, Springfield MA (mit Schule)
- Mater Dolorosa, Independence LA
- ♦ Marienbasilika (Natchez) MS
- Mater Dolorosa, Philadelphia PY (mit Schule)
- Mater Dolorosa, San Francisco CA (mit Schule)